# Journée zéro discrimination
La journée « zéro discrimination » est une journée internationale instituée par l'ONUSIDA et qui se commémore tous les 1er mars de chaque année. 
Initiée par l'ex-directeur exécutif de l'Onusida Michel Sidibé en 2014, cette journée est le fruit de plusieurs constats que dénonce M. Sidibé dans un message. 
Ainsi, cette journée a été mise en place dans la perspective de mettre  en avant les problèmes liés aux discriminations et de les combattre. La Journée Zéro Discrimination ne vise pas exclusivement à promouvoir le refus de la discrimination à l’endroit des personnes porteuses du VIH-Sida ou des malades du sida; c’est  beaucoup plus un appel à l'endroit de chaque personne partout dans le monde afin de promouvoir et de célébrer les droits de chaque individu à vivre dans la dignité nonobstant  son apparence, son origine ou encore son orientation sexuelle.
L'Onusida a choisi  le papillon comme le symbole de cette journée parce que reconnu comme un signe de métamorphose, métamorphose que l'on nous invite à faire afin de changer la donne,,,,,,,,,.